# 기본 클래스 라이브러리
기본 클래스 라이브러리(영어: Base Class Library, BCL)는 공통 중간 언어를 포함한 모든 닷넷 프레임워크의 언어에서 사용 가능한 표준 라이브러리다. BCL은 마이크로소프트가 발표한 공통 언어 규격을 따르며 인터페이스, 클래스, 각 언어의 런타임(비주얼 베이직 닷넷, 비주얼 C++ 닷넷 등)등을 제공한다. BCL은 명명할 때 계층 구조를 구분하기 위해 점(.)으로 명명한다. 예를 들면 수학적 계산을 하기 위해 만들어진 이름 공간인 Math 이름 공간은 System.Math로 명명된다.

## 이름 공간

### 표준 이름 공간
BCL은 국제 표준화 기구와 Ecma 인터내셔널에 의해 2006년 6월에 BCL의 일부가 국제 표준으로 제정되었다.(ISO/IEC 23271:2006 / ECMA-335)

#### System
프로그래밍에서 자주 사용되는 클래스, 데이터, 함수, 이벤트, 특성, 예외 등을 포함한다.

#### System.Action
매개 변수가 없으며, 값을 반환하지 않는 메서드를 매개변수로 캡슐화한다.

#### System.Delegate
메서드, 메서드 인스턴스, 정적 메서드를 대리자 방식으로 참조하는 데이터 구조다.

## 같이 보기
- 닷넷 프레임워크
- 공통 언어 기반